# Rheinmetall RMK30
Rheinmetall RMK30 (tyska: Rückstoßfreie Maschinenkanone 30) är en rekylfri automatkanon i kaliber 30 mm. RMK30 är en revolverkanon med tre kammare som laddas med hylslös ammunition. Kanonen fungerar enligt bakblåsprincipen.
År 1996 fälttestades RMK30 monterad på en lätt stridsvagn av typen Wiesel. Kanonen är tänkt att användas på Tysklands Tiger-helikoptrar i stället för den franska GIAT 30. Den kommer också att användas ombord på ubåtar av klassen Typ 212 där den monteras på en mast som gör att kanonen kan användas från periskopdjup.